# Hoffeld (Tiefenbach)
Hoffeld ist ein Gemeindeteil der Gemeinde Tiefenbach im Oberpfälzer Landkreis Cham in Bayern.

## Geographische Lage
Die etwa 20 Gebäude des Dorfes Hoffeld liegen auf den südlichen Ausläufern des Frauenstein-Schneeberg-Massivs. Durch Hoffeld geht die Verbindungsstraße zwischen Tiefenbach im Tal der Bayerischen Schwarzach auf der östlichen Seite und Haag im Tal des Rötzbachs (Schwarzach) auf der westlichen Seite des Frauenstein-Schneeberg-Massivs.

## Geschichte
In den Jahren 1582 und 1646 wird Hoffeld als Bestandteil der Pfarrei Tiefenbach erwähnt. 1845 wird Hoffeld als Teil der Hofmark Tiefenbach als eigene Landgemeinde mit 14 Häusern und 93 Seelen aufgeführt. Am 1. Juli 1972 wird die bis dahin selbständige Gemeinde Altenschneeberg, zu der Hoffeld gehört, nach Tiefenbach eingemeindet.

## Kultur und Sehenswürdigkeiten
In Hoffeld steht die „Hoffelder Linde“, ein Naturdenkmal (ND-02713) und der mächtigste Baum in der Umgebung. Ihr Stamm hatte bei einer Messung im Jahr 2013 einen Brusthöhenumfang von 7,20 m. Eine Lasergestützte Höhenermittlung ergab eine Baumhöhe von 17 m. Früher soll die Linde um die 40 Meter hoch gewesen sein bei einem Kronendurchmesser von 20 Metern. Die Hoffelder sprechen von der „tausendjährigen Linde“, der Baum ist wahrscheinlich etwa 500 Jahre alt.